# Ethminolia gravieri
Ethminolia gravieri is een slakkensoort uit de familie van de Trochidae. De wetenschappelijke naam van de soort is voor het eerst geldig gepubliceerd in 1909 door Lamy.